# 衝脈
衝脈（しょうみゃく）は経絡の一つ。経脈の海と為す。また、血海という。その脈は任脈と、少腹の内、胞中に起こる。浮にして外なるものは気衝穴に起こる。足陽明と少陰二経の間に並ぶ。腹上を循り行きて横骨穴に至る。臍を挾んで左右各5分、上行して大赫穴、気穴穴、四満穴、陰交穴、中注穴、肓兪穴、商曲穴、石関穴、陰都穴、通谷穴、幽門穴を経て胸中に至って散ず。
気衝穴→横骨穴→大赫穴→気穴穴→四満穴→中注穴→肓兪穴→商曲穴→石関穴→陰都穴→腹通谷穴→幽門穴
宗穴-公孫穴
| サブスタブ | この項目は、まだ閲覧者の調べものの参照としては役立たない、書きかけの項目です。この項目を加筆・訂正などしてくださる協力者を求めています。このテンプレートは分野別のサブスタブテンプレートやスタブテンプレート（Wikipedia:分野別のスタブテンプレート参照）に変更することが望まれています。 |